# 테오도리쿠스 대왕
테오도리쿠스 대왕(Theodoric the Great, 454년 ~ 526년 8월 30일, 재위 488년 ~ 526년)은 동고트 왕국의 초대 국왕이며 로마 제국의 군인이자, 이탈리아의 군주였다. 고트어 이름은 티우다릭스(고트어: 𐌸𐌹𐌿𐌳𐌰𐍂𐌴𐌹𐌺𐍃)로 "백성들의 왕"이라는 의미이다.

## 생애
454년, 동고트족이 훈족들에게 점령된 지 1년째 되던 해에 튜다미르(Thiudamir) 왕의 아들로 태어났다. 테오도리쿠스는 튜다미르와 동로마 제국 사이의 협정의 결과로 콘스탄티노폴리스에서 볼모로 유년기를 보냈다.
테오도리쿠스는 콘스탄티노폴리스에서 지내며 동로마 제국의 정치와 군사에 대해 많은 것을 배웠다. 레오 1세와 제논의 호의를 얻어 483년 마기스테르 밀리툼(Magister Militum, 군사 대장)가 되고 1년 뒤에는 집정관이 되었다. 이후 이십대 초반을 다른 동고트족과 보냈으며 488년 왕이 되었다.
이 무렵 동고트족은 동로마 제국 내에 로마의 포이데라티로 거주하고 있었으나 점점 통제하기 힘들어지고 있었다. 테오데릭이 왕이 된 이후 황제 제논과 협정을 맺어 테오도리쿠스와 동고트족이 476년 로마를 점령한 오도아케르를 몰아내는 데 협조를 받기로 하고 오도아케르의 왕국을 침략하게 된다.
테오도리쿠스는 488년 군대를 끌고 이탈리아에 도착, 489년 이손조의 전투와 밀라노의 전투와 489년 아다의 전투에서 승리를 거두었다. 493년 테오도리쿠스는 라벤나를 점령하고 오도아케르는 항복하나 테오도리쿠스의 손에 살해되었다.
오도아케르와 같이 테오도리쿠스는 공식적으로는 콘스탄티노폴리스에 있는 황제의 총독이었으나 실질적으로 테오도리쿠스와 로마 황제의 교섭은 동등한 상황에서 진행되었고, 로마 황제의 간섭은 크지 않았다. 하지만 오도아케르와 달리 테오도리쿠스는 왕국 내의 로마 시민들을 로마 법대로 다스린다는 약속을 지켰다. 고트족은 전통적인 법률과 관습으로 다스려졌다.
테오도리쿠스 대왕은 프랑크족의 왕 클로비스 (Clovis) 1세의 여동생 아우도플레다(Audofleda)를 왕비로 맞아들여 결혼동맹을 맺었으며, 서고트족, 반달족, 부르군트족 왕들과도 동맹을 맺었다. 클로비스 1세는 506년과 523년 테오도리쿠스와 전쟁을 벌였다.
제위기간 대부분동안 테오도리쿠스 대왕은 형식적으로는 동고트족과 서고트족 모두의 왕이었으며 505년경 어린 서고트족 왕의 섭정이 되었다. 테오도리쿠스는 507년 프랑크족에게 서고트 영토인 아퀴타니아를 빼앗겼으나 그 외에는 대부분의 외침을 격퇴했고, 반달족 왕 트라사문트(Thrasamund)를 격퇴해 약탈을 막았다.
테오도리쿠스는 아리우스파 신자였으며, 이 점 때문에 재위 말 로마 황제 유스티니아누스 1세와 마찰이 생겼다. 양국의 관계는 나빠지기 시작했으나 테오도리쿠스가 살아있는 동안은 충돌이 없었다.
테오도리쿠스 대왕은 라벤나에 매장되었으며, 사후 딸 아말라순타(Amalasuntha)가 손자 아탈라릭(Athalaric)을 대신해 섭정이 되었다.
프랑크의 군주 힐데리히 1세(Childeric I)의 딸이자 클로비스 1세의 누이인 아우도프레다(Audefleda)와 결혼하여 아말라순타 등을 두었다.

## 가족 관계
- 왕후 : 아우도프레다(Audefleda, 프랑크의 군주 힐데리히 1세의 딸)
  - 딸 : 아말라순타(Amalasuntha)
    - 외손 : 아탈라릭(Athalaric)
- 장인 : 힐데리히 1세(Childeric I, 프랑크의 군주)
  - 처남 : 클로비스 1세(Clovis I, 프랑크의 군주)

|  | 제1대 동고트 왕국의 국왕 488년 ~ 526년 8월 30일 | 후임 아탈라릭 (526년 ~ 534년) |

| 전임 (이탈리아 왕으로)오도아케르 (480년 ~ 493년) | 제2대 이탈리아의 통치자 493년 ~ 526년 8월 30일 | 후임 아탈라릭 (526년 ~ 534년) |

## 같이 보기
- 알보인
- 앨프레드 대왕
- 카롤루스 대제
- 클로도베쿠스 1세
- 에르마나리크
- 게이세리쿠스
- 오도아케르
- 동고트 왕국
- 토틸라